# 車禹閔
車禹閔（韓語：차우민，2000年10月24日—），或譯車宇民、車𧙗玟，本名金玟𧙗，韓國男演員。2021年通過《佛羅里達飯店》出道，2022年出演《弱美男英雄Class 1》受矚目。

## 演出作品

### 劇集
| 年份   | 平台                     | 劇名               | 角色   | 備註 |
| 2021   | moving picture           | 《佛羅里達飯店》   | 徐海沅 | 配角 |
| 2022   | Wavve                    | 《弱美男英雄》     | 宇英   | 配角 |
| 2023   | U+Mobiletv               | 《天黑了》         | 高慶俊 | 主演 |
| 2025   | TVING                    | 《流氓讀書會》     | 皮韓蔚 | 主演 |
| 2025   | Netflix                  | 《我們的浪漫電影》 | 禹政厚 | 配角 |
| 2025   | SBS                      | 《寶物島》         | 地先愚 | 配角 |
| 待公布 | - Wavve - Watcha - TVING | 《靈魂手指》       |        | 配角 |

### 電影
| 年份 | 片名           | 角色   |
| 2023 | 《勇敢的市民》 | 李文基 |
| 2025 | 《捲捲初戀》   | 金賢   |

### 音樂錄影帶（MV）
| 年份   | 歌曲                    | 歌手   | 官方影片                      |
| 2022年 | 《When I Look At You 》 | 朴寶藍 | YouTube上的When I Look At You |

## 獎項
| 年份 | 頒獎典禮           | 獎項                    | 作品           | 結果 |
| 2025 | 第61屆百想藝術大獎 | 放送部門 男子新人演技賞 | 《流氓讀書會》 | 提名 |

## 外部連結
- 車禹閔的Instagram帳戶
- JUST娛樂官方网站
- 車禹閔在NAVER上的资料